# Engrenages (série télévisée)
Pour les articles homonymes, voir Engrenage (homonymie).
Engrenages est un feuilleton français créé par Alexandra Clert, produit par Son et Lumière, avec la participation de Canal+, Jimmy et avec Ciné+ depuis sa saison 3. La chaîne britannique BBC Four s'est également associée à la production des saisons 2 et 4-6. Engrenages a été diffusé à partir du 13 décembre 2005 sur Canal+.
Engrenages est l'une des rares séries françaises à s'exporter, elle a été vendue dans près de soixante-dix pays. En Suisse, la série est diffusée depuis le 15 avril 2008 sur SF1 en version originale sous-titrée en allemand et depuis le 9 mai 2008 sur TSR1. Au Québec, elle est disponible depuis mars 2014 sur la plate-forme TOU.TV de Radio-Canada.
Au Royaume-Uni, la série est diffusée sur BBC Four sous le titre Spiral. Aux États-Unis, la série a été achetée par la plate-forme Netflix où les quatre saisons sont présentées à partir de la rentrée 2012, puis à partir de novembre 2012 en version originale sous-titrée sur MHz WorldView de PBS. La série a été récompensée aux Globes de cristal en 2015 dans la catégorie meilleur téléfilm-série télévisée.

## Synopsis
À travers les personnages d'un jeune procureur, d’une capitaine de police, d’un juge d'instruction et d'une avocate pénaliste, cette série décrit la vie du palais de justice de Paris, ses rouages, ses acteurs, ses petites combines.
La série est censée montrer de la façon la plus réaliste possible la procédure pénale française,,. À partir de la saison 5, de nouveaux experts travaillent sur la série afin de la rendre la plus réaliste possible.

## Production
La genèse : Intrigues au palais (2003-2004)En 2002, Alain Clert demande à sa fille Alexandra, avocate pénaliste, de réfléchir à ce que serait une série montrant la mécanique judiciaire. Ce devait être initialement une série « bouclée », un épisode racontant une histoire, avec tous les personnages présents dans le feuilleton Engrenages et d’autres, et le pilote tourné mais jamais diffusé s’appelle Intrigues au palais. Mais Alexandra Clert trouve cela assez glauque et la production et Canal + revoient leur copie,.
Saison 1 (2005)Guy-Patrick Sainderichin, qui est crédité cocréateur (avec Alexandra Clert) de la série pour ses deux premières saisons, embarque à bord d’Engrenages et réécrit le premier épisode. Il est par la suite entouré de quelques scénaristes pour écrire les sept autres épisodes qui constituent la première saison. Philippe Triboit et Pascal Chaumeil se partagent la réalisation des huit épisodes. Guy-Patrick Sainderichin est remercié[précision nécessaire] quelques mois après la diffusion de la première saison.[réf. nécessaire]
Saison 2 (2008)Virginie Brac écrit la deuxième saison. Elle se base sur l'histoire d'un vrai policier, Éric de Barahir (qui participe à l'écriture des saisons 2, 3 et 4). Gérard Carré et Lionel Olenga cosignent les épisodes 4 et 5. Didier Le Pêcheur de même que le réalisateur Philippe Triboit sont associés au scénario de l’épisode 8.
Saisons 3 et 4 (2010-2012)Anne Landois reprend la série pour les deux saisons suivantes, épaulée par Éric de Barahir.
Saison 5 (2013)La cinquième saison est diffusée entre novembre et décembre 2014. Les auteurs ont commencé à travailler sur la saison alors que le tournage de la saison 4 était en cours.
La saison 5 parle « d'indics, de tontons », selon Thierry Godard. L'intrigue est dans la veine de l'affaire Neyret. Anne Landois a par ailleurs précisé qu'il avait été décidé « de faire une histoire qui regroupe tous les personnages autour d’une même affaire, alors que, dans la saison 4, ils suivaient plutôt des trajectoires personnelles ». Le coscénariste Éric de Barahir, commissaire au civil, a décidé de quitter l’aventure pour reprendre du service. Son remplaçant est Simon Jablonka, déjà auteur de plusieurs épisodes ainsi que de la saison 2 de Flics, la série d’Olivier Marchal. Quant à l’équipe des consultants, elle s’étoffe avec, outre le juge Thiel (par ailleurs acteur), un autre juge d’instruction, deux avocats pénalistes et trois policiers. Quant à Jean-Pierre Colombi, ancien commandant de la Brigade de répression du banditisme (retraité depuis quatre ans), il n'est plus seulement conseiller technique mais intègre le tournage. À noter qu'il apparaissait déjà dans le dernier épisode de la saison 4.
Saison 6 (2017)Le tournage de la sixième saison commence le 5 mai 2016 et est annoncé pour une durée de sept mois. Le texte a été écrit par Anne Landois et d'autres auteurs des saisons précédentes ; les six premiers épisodes seront réalisés par Frédéric Jardin (Braquo, saison 5 Engrenages) et les six derniers par Frédéric Mermoud. L'action se déroulera dans l'est de Paris ainsi que dans le département limitrophe de Seine-Saint-Denis où le commissaire Herville a été muté à la fin de la cinquième saison, emmenant l'équipe de Laure à travailler avec lui à nouveau. La saison verra aussi l'arrivée d'un nouveau commissaire comme supérieur hiérarchique immédiat de Laure à la DPJ.
Saison 8 (2020)Cette dernière saison comporte deux épisodes de moins que les précédentes. Le personnage historique du juge Roban (Philippe Duclos) n'y apparaît pas, remplacé par la jeune juge d'instruction Lucie Bourdieu (Clara Bonnet), moins expérimentée, aux relations plus tendues avec les policiers. Ali (Tewfik Jellab) passe de personnage récurrent à principal.
C'est également la toute première saison ayant pour cadre le nouveau tribunal de Paris, Porte de Clichy.
Saison 9 (hypothétique)En décembre 2020, Gérald-Brice Viret, directeur général des antennes et des programmes du groupe Canal+, a annoncé qu'une neuvième saison était en discussion — soit une continuation de la série originale, soit un nouveau départ avec une distribution différente,. En juin 2021, Caroline Proust a annoncé ne rien savoir ni être impliquée dans cette nouvelle saison.

## Fiche technique
- Producteurs délégués : Alain Clert, Vassili Clert, Alexandra Clert
- Producteurs exécutifs : Charline de Lépine (saison 1), Sabine Barthélémy (saison 2), Daniel Dubois (saisons 3, 4 et 5)[20].
- Auteurs : Guy-Patrick Sainderichin (saison 1), Alexandra Clert (saison 1), Virginie Brac (saisons 2 et 4), Anne Landois (saisons 3 à 6), Eric de Barahir (saisons 2 à 4), Noël Sisini (saison 3), Gérard Carré (saison 3), Simon Jablonka (saisons 3, 4 et 5), Laurent Vivier (saison 3 et 4), Sébastien Vitoux et Kristel Mudry (saisons 3, 4 et 5), Olivier Norek (saison 6)
- Réalisateurs : Philippe Triboit (1.01 à 1.04, 2.07 et 2.08), Pascal Chaumeil (1.05 à 1.08), Gilles Bannier (2.01 à 2.04), Philippe Venault (2.05 et 2.06), Manuel Boursinhac (3.01 à 3.06 et 4.11 à 4.12), Jean-Marc Brondolo (3.07 à 3.12), Jean-Marc Brondolo (4.01 à 4.06), Virginie Sauveur (4.07 à 4.10), Frédéric Jardin (5.01 à 5.06, 6.01 à 6.06, 7.01 à 7.06), Frédéric Balekdjian (5.07 à 5.10), Nicolas Guicheteau (5.11 et 5.12), Frédéric Mermoud (6.07 à 6.12), Jean-Philippe Amar (7.07 à 7.12).
- Société de production : Son et Lumière

## Distribution
| Acteur                     | Personnage          | Saisons   | Saisons   | Saisons   | Saisons   | Saisons   | Saisons   | Saisons   | Saisons   |
| Acteur                     | Personnage          | 1         | 2         | 3         | 4         | 5         | 6         | 7         | 8         |
| Police                     | Police              | Police    | Police    | Police    | Police    | Police    | Police    | Police    | Police    |
| -------------------------- | ------------------- | --------- | --------- | --------- | --------- | --------- | --------- | --------- | --------- |
| Caroline Proust            | Laure Berthaud      | Principal | Principal | Principal | Principal | Principal | Principal | Principal | Principal |
| Thierry Godard             | Gilles Escoffier    | Principal | Principal | Principal | Principal | Principal | Principal | Principal | Principal |
| Fred Bianconi              | Luc Fromentin       | Principal | Principal | Principal | Principal | Principal | Principal | Récurrent |           |
| Tewfik Jallab              | Ali Amrani          |           |           |           |           |           |           | Principal | Principal |
| Stéphan Wojtowicz          | Marc Aubert         |           | Récurrent | Récurrent |           |           |           |           |           |
| Bruno Debrandt             | Vincent Brémont     |           |           | Récurrent | Récurrent |           | Récurrent | Récurrent | Récurrent |
| Nicolas Briançon           | Jacques Herville    |           |           |           | Récurrent | Récurrent | Récurrent | Invité    |           |
| Valentin Merlet            | Arnaud Beckriche    |           |           |           |           |           | Récurrent | Récurrent | Récurrent |
| Jean-Pierre Colombi        | JP                  | Récurrent | Récurrent | Récurrent | Récurrent | Récurrent | Récurrent | Récurrent | Récurrent |
| Samir Boitard              | Sami / Jamal Haroun |           | Récurrent |           | Récurrent |           |           |           |           |
| Lionel Erdogan             | Tom                 |           |           |           |           | Récurrent | Récurrent | Récurrent |           |
| Kija King                  | Nico                |           |           |           |           | Récurrent | Récurrent | Récurrent |           |
| Philippe Faure             | Médecin légiste     | Récurrent | Récurrent | Récurrent | Récurrent | Récurrent |           |           |           |
| Philippe Vieux             | Médecin légiste     | Récurrent |           |           |           |           |           |           |           |
| Cécile Camp                | Médecin légiste     |           |           | Récurrent |           |           |           |           |           |
| Swann Arlaud               | Steph               |           | Récurrent |           |           |           |           |           |           |
| Shemss Audat               | Nadia               |           |           | Récurrent |           |           |           |           |           |
| Anissa Allali              | Amina               |           |           |           | Récurrent |           |           |           |           |
| Palais de Justice          |                     |           |           |           |           |           |           |           |           |
| Philippe Duclos            | François Roban      | Principal | Principal | Principal | Principal | Principal | Principal | Principal |           |
| Grégory Fitoussi           | Pierre Clément      | Principal | Principal | Principal | Principal | Principal |           |           |           |
| Audrey Fleurot             | Joséphine Karlsson  | Principal | Principal | Principal | Principal | Principal | Principal | Principal | Principal |
| Dominique Daguier          | Édouard Machard     |           | Récurrent | Récurrent | Récurrent | Récurrent | Récurrent | Récurrent |           |
| Elizabeth Macocco          | Marianne Ledoux     |           |           | Récurrent | Récurrent | Récurrent | Récurrent |           |           |
| Alban Casterman            | Wagner              |           | Récurrent | Récurrent | Récurrent |           |           | Récurrent |           |
| Louis-Do de Lencquesaing   | Eric Edelman        |           |           |           |           | Récurrent | Récurrent | Récurrent | Récurrent |
| Hervé Rey                  | Didier              |           |           |           |           |           | Récurrent | Récurrent |           |
| Vincent Winterhalter       | Vincent Leroy       | Récurrent |           |           |           |           |           |           |           |
| Daniel Duval               | Szabo               |           | Récurrent | Récurrent |           |           |           |           |           |
| Xavier Robic               | Arnaud Ledoré       |           |           | Récurrent |           |           |           |           |           |
| Sophie-Charlotte Husson    | Hélène de Plessis   |           |           | Récurrent |           |           |           |           |           |
| Johan Leysen               | Atalay              |           |           |           | Récurrent |           |           |           |           |
| Fatou N'Diaye              | Carole Mendy        |           |           |           |           | Récurrent |           |           |           |
| Gilbert Thiel              | Président du TGI    |           |           |           | Récurrent | Récurrent |           | Récurrent |           |
| Civils                     |                     |           |           |           |           |           |           |           |           |
| Anne Caillon               | Marianne Clément    | Récurrent |           |           |           |           |           |           |           |
| Guillaume Cramoisan        | Benoît Faye         | Récurrent |           |           |           |           |           |           |           |
| Scali Delpeyrat            | Arnaud Laborde      | Récurrent |           |           |           |           |           |           |           |
| Brigitte Roüan             | Karine Fontaine     |           | Récurrent |           |           |           |           |           |           |
| Mehdi Nebbou               | Mustapha Larbi      |           | Récurrent |           |           |           |           |           |           |
| Samir Guesmi               | Farouk Larbi        |           | Récurrent |           |           |           |           |           |           |
| Reda Kateb                 | Aziz                |           | Récurrent |           |           |           |           |           |           |
| Foëd Amara                 | Djibril Merini      |           |           |           |           | Récurrent |           |           |           |
| Gilles Cohen               | Martin Roban        |           |           | Récurrent |           |           |           |           |           |
| Nicolas Moreau             | Didier Courcelles   |           |           | Récurrent |           |           |           |           |           |
| Misha Arias de la Cantolla | Ronaldo Fuentes     |           |           | Récurrent |           |           |           |           |           |
| Anne Alvaro                | Isabelle Ledoré     |           |           | Récurrent |           |           |           |           |           |
| Corinne Masiero            | Patricia            |           |           | Récurrent |           |           |           |           |           |
| Jérôme Huguet              | Thomas Riffaut      |           |           |           | Récurrent |           |           |           |           |
| Judith Chemla              | Sophie Mazerat      |           |           |           | Récurrent |           |           |           |           |
| Jean-Quentin Châtelain     | Johnny Jorkal       |           |           |           | Récurrent |           |           |           |           |
| Florence Thomassin         | Madame Jorkal       |           |           |           | Récurrent |           |           |           |           |
| Ymanol Perset              | Brandon Jorkal      |           |           |           | Récurrent |           |           |           |           |
| Abdelhafid Metalsi         | Bachir Saraoui      |           |           |           | Récurrent |           |           |           |           |
| Émilie de Preissac         | Laëtitia Ribeiro    |           |           |           |           | Récurrent |           |           |           |
| Fanny Valette              | Cindy Ledoux        |           |           |           |           | Récurrent | Récurrent |           |           |
| Isabelle Candelier         | Catherine Micaleff  |           |           |           |           |           |           | Récurrent |           |
| Robert Plagnol             | Directeur de prison |           |           |           |           |           |           | Récurrent |           |
| Émilie Gavois-Kahn         | Sabine              |           |           |           |           |           |           | Récurrent |           |
| Cyril Lecomte              | David Caan          |           |           |           |           |           |           | Récurrent |           |

### Police

#### Premiers rôles

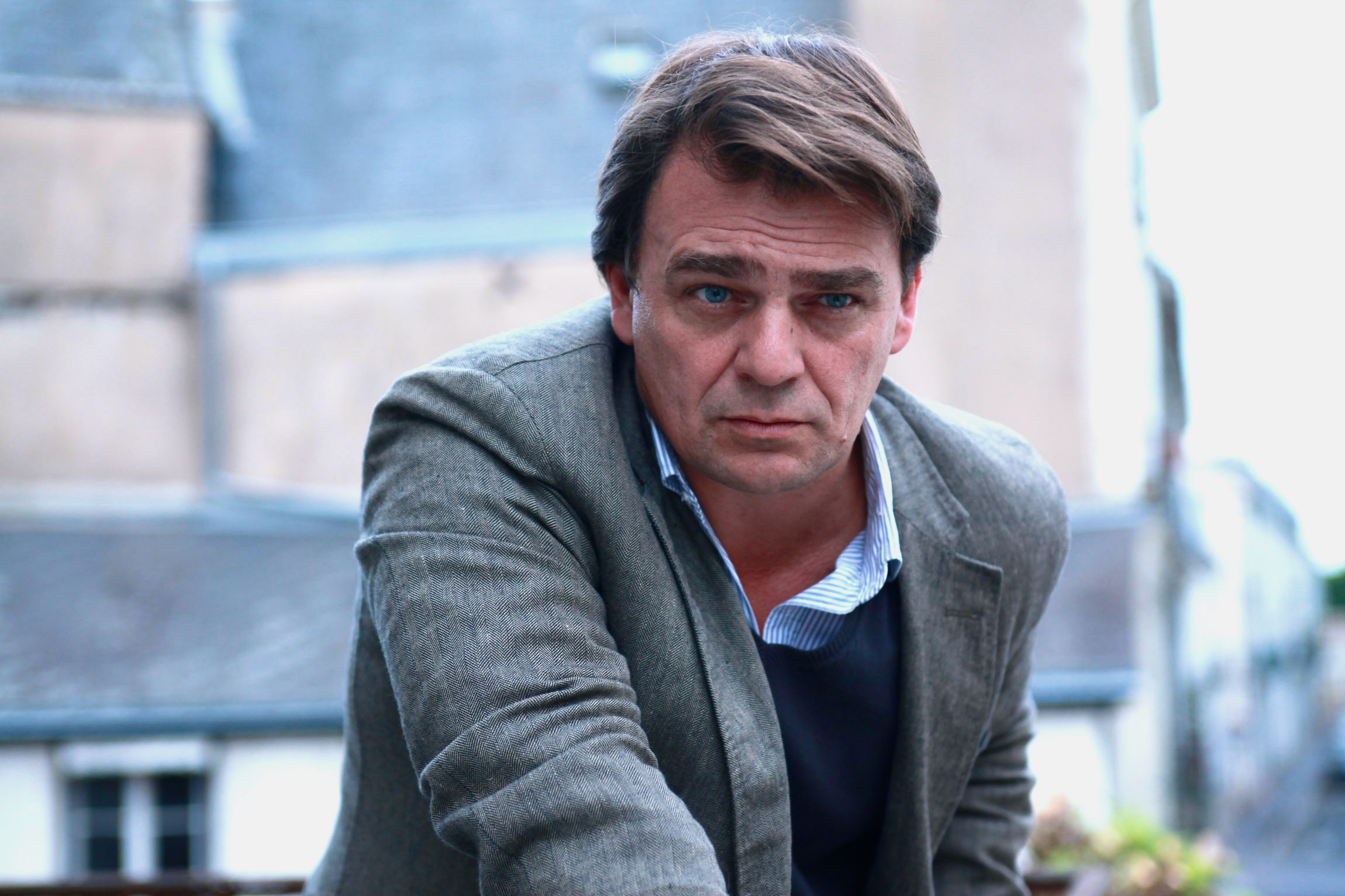
Thierry Godard, interprète du lieutenant Escoffier.

- Caroline Proust : capitaine Laure Berthaud, chef de groupe à la 2e DPJ. Dévouée à son équipe et son métier, ses méthodes sont souvent expéditives, à la limite de la ligne jaune. Sa vie privée est plutôt chaotique, avec des difficultés à maintenir des relations stables. L'arrivée imprévue de sa fille Romy, en saison 6, lui pose de grosses difficultés.
- Thierry Godard : lieutenant Gilles « Gilou » Escoffier, policier usé par la drogue et par la vie, membre de la DPJ. Enfant de la DDAS, il trouve dans la police, et plus particulièrement dans le groupe Berthaud la famille qu'il n'a jamais eue. Sa tendance à jouer au justicier met parfois ses coéquipiers en difficulté.
- Fred Bianconi : lieutenant Luc « Tintin » Fromentin, policier droit et honnête, père de famille, qui suit Berthaud et Gilou sans toujours approuver leurs décisions. Il peine à concilier sa profession et sa vie de famille. Se sentant floué et mis à l'écart par le groupe, il quitte la 2e DPJ en fin de saison 6. On le retrouve à l'IGPN dans la saison 7.

#### Seconds rôles
- Bruno Debrandt : Vincent Brémont, commissaire à la Brigade criminelle. Si Laure l'utilise au début pour obtenir des informations sur l'enquête du « boucher de la Vilette », en saison 3, elle finit par tomber amoureuse de lui. Mais la vie de couple stable qu'il lui propose par la suite ne lui convient pas. Malgré leur séparation, il reste une présence stable dans la vie de Berthaud, notamment pour leur fille, Romy (saisons 3, 4, 6, 7 et 8).
- Valentin Merlet : commissaire Arnaud Beckriche. Commissaire à la DPJ et supérieur hiérarchique de Laure Berthaud à partir de la saison 6. Issu de la Brigade Financière, il peine à être respecté de ses hommes (saisons 6 à 8).
- Nicolas Briançon : commissaire Jacques Herville. Commissaire à la DPJ et supérieur hiérarchique de la 2e DPJ de la saison 4 à la saison 5. Impulsif, colérique et voulant du résultat quitte à enfreindre les règles de procédure, il entretient des rapports conflictuels avec Berthaud avant que les épreuves subies par le service ne les transforme en respect mutuel (saisons 4 à 7).
- Stéphan Wojtowicz : commissaire Marc Aubert. Commissaire à la DPJ et supérieur hiérarchique de Laure Berthaud (saisons 2 et 3).
- Samir Boitard : Sami / Jamal Haroun, officier de police du SIAT détaché à la DPJ pour infiltrer le gang des frères Larbi. Laure tombera amoureuse de lui. Après avoir disparu sans donner de nouvelles, il fait son retour en saison 4 pour prendre la tête de la 2e DPJ, espérant renouer avec son ex.
- Tewfik Jallab : lieutenant Ali Amrani, adjoint de Gilou. Il sort tout juste de l'école et n'a pas été confronté au terrain (saison 7 et 8).
- Jean-Pierre Colombi : JP, brigadier de police (saisons 1 à 8).
- Lionel Erdogan : Tom, brigadier de police (saisons 5 à 8).
- Kija King : Nico, brigadier de police (saisons 5 à 8).
- Christian Hecq : préfet de police Foucart (saisons 5 à 8).
- Philippe Faure : médecin légiste (saisons 1 à 5).
- Philippe Vieux : médecin légiste (saison 1).
- Cécile Camp : médecin légiste (saison 3).
- Swann Arlaud : lieutenant stagiaire Steph. Jeune officier stagiaire affecté dans l'équipe du capitaine Berthaud (saison 2).
- Shemss Audat : Nadia « Nana », jeune officier de police sous les ordres du capitaine Berthaud (saison 3).
- Anissa Allali : Amina, jeune officier de police (saison 4).
- Alex Metzinger : maire du 18e arrondissement de Paris (saison 8)

### Palais de justice

#### Premiers rôles

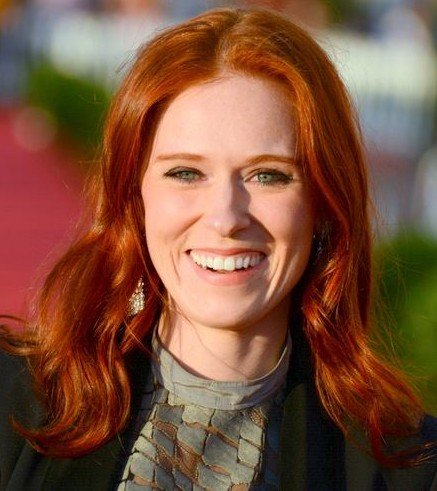
Audrey Fleurot, interprète de l'avocate Joséphine Karlsson.

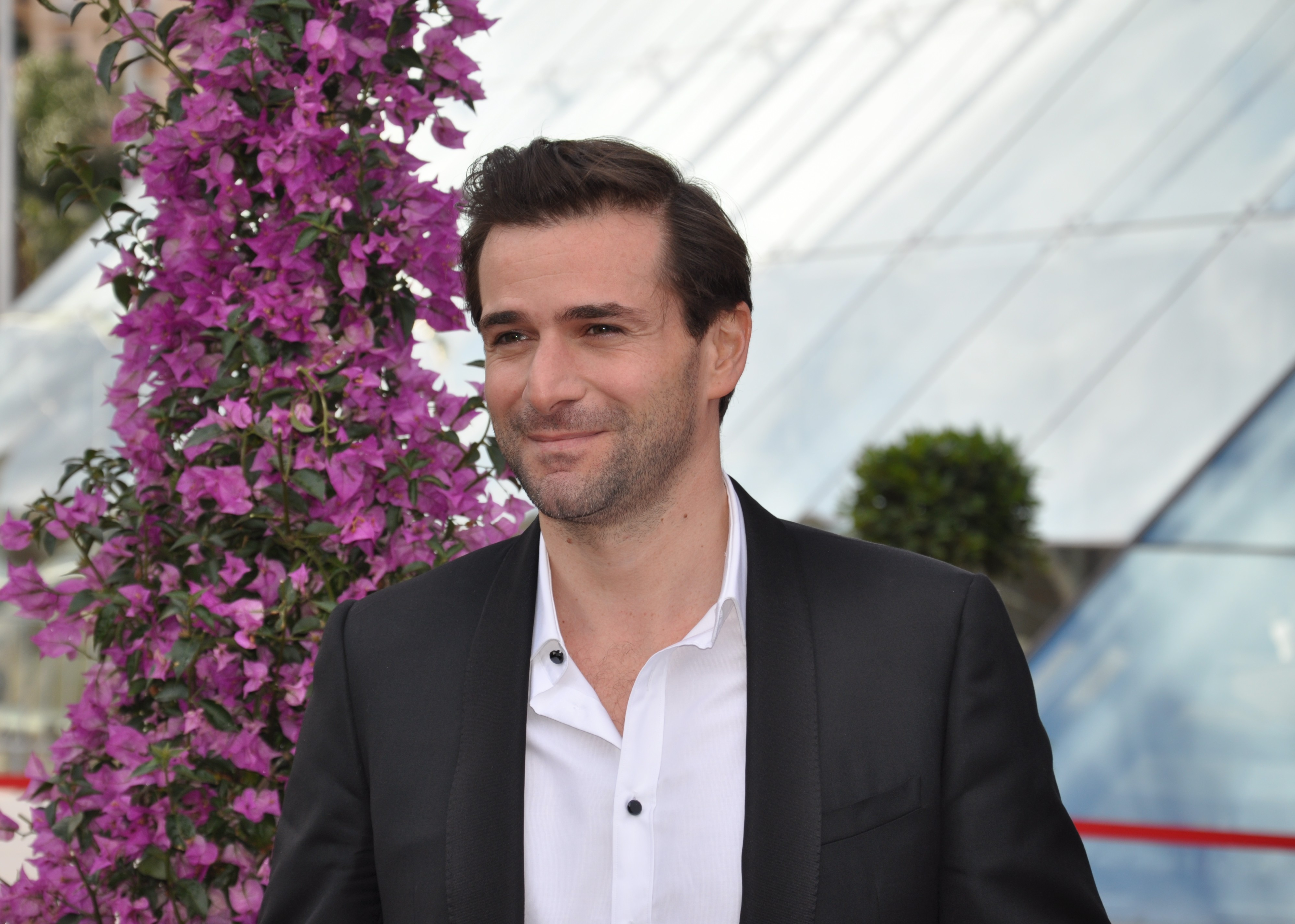
Grégory Fitoussi, interprète de Pierre Clément, le substitut du procureur.

- Philippe Duclos : François Roban, juge d'instruction intègre, froid et compétent. Il connaît toutes les ficelles de son métier et est très apprécié du 2e DPJ. Ses relations avec sa famille, et tout particulièrement avec sa mère, sont tendues. Il ne vit que pour son travail. L'attachement extrême de Roban à la recherche de la vérité est à la fois sa force et son talon d'Achille : il l'empêche de céder aux pressions du pouvoir ou du Parquet, mais son inflexibilité cause plusieurs drames au cours de la série. À partir de la saison 5, il est victime de graves problèmes de santé. Détestant l'idée de devoir prendre sa retraite à la fin de la saison 7, il finit par accepter cette opportunité de profiter davantage de la vie. Il n'apparaît donc pas dans la dernière saison de la série.
- Clara Bonnet : juge Lucie Bourdieu, jeune juge d'instruction ; dotée d'une grande volonté de s'imposer et de faire son travail dans les règles, elle entre souvent en conflit avec le 2e DPJ, tout particulièrement le commissaire Beckriche (saison 8).
- Grégory Fitoussi : Pierre Clément, substitut du procureur intègre et honnête, mais dont l'idéalisme déplaît à sa hiérarchie. Il quitte le Ministère Public après avoir été mis au placard par le procureur Machard, au cours de la saison 3, et ouvre un cabinet d'avocats avec Joséphine Karlsson, dont le personnage est inspiré par Clarisse Serre[21]. Malgré leur collaboration compliquée, il tombera bientôt amoureux de cette dernière et se laisserai influencer par son goût du risque, défendant notamment des voyous. Au fil des affaires, Pierre devient un avocat reconnu et respecté, au point d'être proposé au Conseil de l'Ordre. Mais il sera accidentellement tué au cours d'une prise d'otage, en début de saison 5, laissant Joséphine inconsolable.
- Audrey Fleurot : Joséphine Karlsson, avocate pénaliste talentueuse, mais cynique, manipulatrice, sans états d'âme, exclusivement intéressée par le défi et l'argent. Son histoire familiale difficile explique son choix de carrière, et sa haine de la police. Après quelques années de galère puis une collaboration avec le sulfureux maître Szabo, elle devient l'associée de Pierre Clément, ancien substitut du procureur, dont elle tombera très amoureuse. Après sa mort tragique, la poursuite de sa carrière est chaotique, ponctuée de drames personnels, la menant même jusqu'en prison. Elle y fera néanmoins la rencontre d'une jeune détenue qui bousculera ses certitudes sur son métier.

#### Seconds rôles
- Dominique Daguier : Édouard Machard, procureur général de Paris. Plus dédié à l'évolution de sa carrière qu'à la bonne marche de la justice, il entre régulièrement en conflit avec le juge Roban et Pierre Clément, plus intègre. Il cache néanmoins quelques secrets (saisons 2, 3, 4, 5, 6 et 7).
- Elizabeth Macocco : Marianne Ledoux, greffière du juge Roban, pour qui elle a beaucoup d'affection et de respect (saisons 3, 4, 5 et 6).
- Alban Casterman : juge Wagner, juge d'instruction (saisons 2, 3, 4 et 7).
- Louis-Do de Lencquesaing : maître Éric Edelman, avocat pénaliste cynique aux stratégies de défense souvent théâtrales ; il est un temps associé avec Joséphine, avec qui il entretient une relation ambigüe (Saisons 5, 6, 7 et 8)
- Hervé Rey : Didier, greffier du juge Roban après le départ de Marianne Ledoux (saisons 6 et 7).
- Vincent Winterhalter : Vincent Leroy, ancien avocat radié du barreau à la suite d'une condamnation pour viol, emploie Joséphine Karlsson pour continuer à exercer secrètement son métier (saison 1).
- Daniel Duval : maître Szabo, avocat pénaliste réputé et sans scrupules, associé avec Joséphine Karlsson jusqu'en saison 3 (saisons 2 et 3).
- Xavier Robic : Arnaud Ledoré, magistrat stagiaire auprès du juge Roban, tout juste sorti de l'École nationale de la magistrature (saison 3).
- Sophie-Charlotte Husson : Hélène de Plessis, substitute du procureur sur l'affaire du « boucher de la Villette » (saison 3).
- Johan Leysen : maître Atalay, avocat de la famille Ozbek (saison 4).
- Fatou N'Diaye : juge Carole Mendy, vient en aide au juge Roban dans son affaire (saison 5).
- Philippe Magnan : bâtonnier Guyot (saison 5).
- Sylvain Dieuaide : Jean-Etienne Vern (saison 6).
- Sébastien Chassagne : Juge Vargas
- Gilbert Thiel : président du tribunal de grande instance de Paris.

### Civils
- Anne Caillon : Marianne Clément, ex-épouse de Pierre Clément (saison 1).
- Guillaume Cramoisan : Benoît Faye, homme d'affaires, ami d'enfance de Pierre Clément (saison 1).
- Scali Delpeyrat : Arnaud Laborde, tout puissant conseiller ministériel (saison 1).
- Florence Loiret Caille : Ghislaine Androux, maman de la victime (saison 1).
- Mélodie Marcq  : Alissa, prostituée junkie et indicatrice de Gilou (saison 1).
- Brigitte Roüan : Karine Fontaine, journaliste, chroniqueuse judiciaire au Monde (saison 2).
- Mehdi Nebbou : Mustapha Larbi, frère de Farouk Larbi, trafiquant de drogue (saison 2).
- Samir Guesmi : Farouk Larbi, frère de Mustapha Larbi, trafiquant de drogue (saison 2).
- Michel Bompoil : Robert Bréan (saison 2)
- Reda Kateb : Aziz, rappeur et trafiquant, issu des cités (saison 2).
- Gilles Cohen : Martin Roban, chef d'entreprise et frère cadet du juge Roban, proche du maire de Villedieu (saison 3).
- Nicolas Moreau : Didier Courcelles, maire de Villedieu, mandat auquel il a succédé au président de la République dont il est un proche (saison 3).
- Misha Arias de la Cantolla : Ronaldo Fuentes, Mexicain immigré en France, soupçonné d'être le « boucher de la Villette » (saison 3).
- Anne Alvaro : Isabelle Ledoré, amour de jeunesse de François Roban, mère d'Arnaud Ledoré (saison 3).
- Arben Bajraktaraj : Tani, proxénète albanais (saison 3).
- Genti Kame : Niko, proxénète albanais (saison 3).
- Anca Radici : Mila (saison 3).
- Finnegan Oldfield : Dylan, un jeune issu d'un foyer (saison 3).
- Sarah Barzyk : Julie (saison 3).
- Corinne Masiero : Patricia, prostituée et indicatrice de Gilou (saison 3).
- Anton Yakovlev : Andreï Ousmanov (saisons 3 et 4)
- Jérôme Huguet : Thomas Riffaut, membre d'un collectif de défense des sans-papiers guidé par sa haine de la police (saison 4).
- Judith Chemla : Sophie Mazerat, étudiante brillante qui va suivre Thomas Riffaut dans sa dérive destructrice (saison 4).
- Jean-Quentin Châtelain : Johnny Jorkal, figure du grand banditisme, client de Pierre Clément (saison 4).
- Florence Thomassin : Madame Jorkal, épouse d'un client de Pierre Clément (saison 4).
- Marc Zinga : Moussa Koné (saison 4).
- Ymanol Perset : Brandon Jorkal, neveu de Johnny
- Abdelhafid Metalsi : Bachir Saraoui, un des frères Saraoui, tenanciers louches de boîte de nuit (saison 4).
- Foëd Amara : Djibril Merini, trafiquant et indic du lieutenant Gilles Escoffier (Saison 5).
- Émilie de Preissac : Laëtitia Ribeiro, cliente de Joséphine Karlsson (saison 5).
- Shirley Souagnon : Karen Hoarau (saison 5).
- Olivier Chantreau : Stéphane Jaulin (saison 5).
- Fanny Valette : Cindy Ledoux (saisons 5 et 6).
- Camille Japy : Fabienne Mangin Maire de Cléry (saison 6).
- Isabelle Candelier (saison 7).
- Catherine Baugué : la directrice de l'hôpital (saison 7)
- Robert Plagnol : le directeur de la prison (saison 7).
- Émilie Gavois-Kahn : la matonne (saison 7).
- Cyril Lecomte : David Cann (saison 7).
- Isabel Aimé González-Sola : Lola, codétenue, puis amie et cliente de Joséphine (saison 7 et 8).
- Kool Shen : Ange Cisco (saison 8).
- Salim Kechiouche : Bilal (saison 8).

## Épisodes

### Audiences et dates de sortie
| Saison | Horaire       | Période                    | Audience | PdA    |
| ------ | ------------- | -------------------------- | -------- | ------ |
| 1      | Mardi 20 h 50 | Décembre 2005-janvier 2006 | 720 000  | 13,2 % |
| 2      | Lundi 20 h 50 | Mai-juin 2008              | 600 000  | 9,6 %  |
| 3      | Lundi 20 h 50 | Mai-juin 2010              | 871 000  | 15,2 % |
| 4      | Lundi 20 h 50 | Septembre-octobre 2012     | 960 000  | 15,6 % |
| 5      | Lundi 20 h 50 | Novembre-décembre 2014     |          |        |
| 6      | Lundi 20 h 50 | Septembre-octobre 2017     |          |        |
| 7      | Lundi 20 h 50 | Février-mars 2019          |          |        |
| 8      | Lundi 20 h 50 | Septembre-octobre 2020     |          |        |

### Première saison (2005)
La première saison comprend huit épisodes.

#### Diffusions originales
- France : du 13 décembre 2005 au 3 janvier 2006 sur Canal+
- Royaume-Uni : du 28 mai 2006 au 16 juillet 2006 sur BBC Four
- Australie : du 19 juin 2008 au 7 août 2008 sur SBS One
- Italie : du 7 avril 2009 au 26 mai 2009 sur Fox Crime
- États-Unis : septembre 2012 sur Netflix
- Portugal : du 7 avril 2015 sur RTP2

#### Synopsis
Le cadavre d'une jeune fille est retrouvé dans une benne à ordures, à proximité d'entrepôts abandonnés. Son corps dénudé a été livré aux chiens et son visage réduit en bouillie. Une autopsie révèle que ce corps est celui d'une Roumaine. Benoît Faye, le meilleur ami de Pierre Clément, substitut du procureur chargé de l'enquête, la connaissait bien. Il va être impliqué dans cette sale affaire agrémentée d'argent sale, de sexe et de politique.

### Deuxième saison (2008)
La deuxième saison comprend huit épisodes.

#### Diffusions originales
- France : du 12 mai 2008 au 2 juin 2008 sur Canal+
- Italie : 2 juin 2009 au 21 juillet 2009 sur Fox Crime
- Australie : 6 septembre 2009 au 25 octobre 2009 sur SBS Two
- Royaume-Uni : 13 septembre 2009 au 1er novembre 2009 sur BBC Four

#### Synopsis
Un cadavre est retrouvé calciné dans le coffre d'une voiture. Au même moment, une jeune fille des beaux quartiers de Paris fait une surdose d'héroïne. En liant les deux affaires, Laure Berthaud et son équipe parviennent à remonter un puissant réseau de stupéfiants, dirigé par deux hommes très influents, Mustafa et Farouk Larbi. Avec l'aide d'un policier du SIAT, la DPJ de Paris va monter une dangereuse opération d'infiltration, pour démanteler le réseau.

### Troisième saison (2010)
La troisième saison comprend douze épisodes.

#### Diffusions originales
- France : du 3 mai 2010 au 7 juin 2010 sur Canal+
- Royaume-Uni : du 2 avril 2011 au 7 mai 2011 sur BBC Four

#### Synopsis
Le cadavre mutilé d'une jeune femme est retrouvé. L'équipe du capitaine Berthaud se met alors à la recherche du « boucher de la Villette » et enquête en parallèle sur un réseau de proxénétisme d'Europe de l'Est. Ayant trouvé un suspect idéal, Laure se met en tête de trouver des preuves l'accusant par tous les moyens. Gilou subit une enquête interne à la suite d'une balle provenant de son pistolet qui aurait blessé un innocent alors qu'il tentait d'effrayer des témoins récalcitrants.
Pierre Clément est placardisé et placé sur les affaires pénales routier. Il quitte son métier de procureur pour monter un cabinet d'avocat avec Joséphine Karlsson. À la suite de leurs débuts difficiles, Joséphine est obligée de côtoyer de nouveau Szabo. Pierre, quant à lui, a des démêlés avec un jeune client avec qui il porte trop d'affect, et qui se retournera contre lui.
Parallèlement, le juge Roban instruit une affaire mettant au jour un financement occulte organisé par un maire proche du Président de la République. Il entame une romance avec la mère de son stagiaire. Malgré les avertissements du procureur Machard, cette affaire aura des répercussions lourdes sur sa carrière et sa vie privée.

### Quatrième saison (2012)
La quatrième saison comprend douze épisodes.
Elle a été tournée à Paris et en région parisienne, du 22 août au 9 décembre 2011 (épisodes 1 à 6) et de janvier à avril 2012 (épisodes 7 à 12).

#### Diffusion originale
- France : du 3 septembre 2012 au 8 octobre 2012 sur Canal+
- Royaume-Uni : du 9 février 2013 au 16 mars 2013 sur BBC Four

#### Synopsis
Le groupe DPJ de la capitaine Laure Berthaud est chargé d’élucider l’affaire d’un étudiant déchiqueté par la bombe artisanale qu’il fabriquait. Bientôt il se trouve face à quelques activistes d’une ultra gauche très radicale, se dissimulant derrière une association de protection de sans-papiers, qui prônent la guérilla urbaine et ont pour cible directe la police. Sous les ordres du carriériste commissaire Herville qui ne l'apprécie pas, Laure Berthaud ne cesse d'être entravée et l'enquête sur les activistes piétine. Heureusement, grâce à un tuyau de Gilou, la PJ regagne la confiance grâce au démantèlement de l'armement de terroristes kurdes, qui les amène de nouveau sur une piste vers les activistes.
Eloignée de l'influence néfaste de son ancien associé Szabo, Josephine Karlsson défend Moussa Koné, en situation irrégulière en France, puis à ses dépens aux activistes. Elle se fait piéger par la DCRI et se retrouve entre deux feux.
Pierre Clément, qui rêve de plus grandes affaires, se voit désigné par une figure du grand banditisme, Johnny Jorkal, pour le défendre. Lui qui voulait rester éloigné de magouilles se retrouve empêtré entre plusieurs gangs.
Le juge Roban, de retour au palais après une longue absence, est désormais placardisé. Afin de redorer le blason de la justice, il ressort une ancienne affaire très médiatisée, et tente de disculper un violeur en série dans une affaire expédiée qui a valu la promotion du juge Garnier, malgré l'hostilité de l'opinion publique et du procureur Machard.

### Cinquième saison (2014)
La cinquième saison a été écrite par Anne Landois et Simon Jablonka, ainsi que par les scénaristes Kristel Mudry, Sébastien Vitoux, Mathieu Missoffe, Yann Brion, Yann Le Nivet, Anne Rambach, Marine Rambach, et Olivier Fox. Elle comprend douze épisodes réalisés par Frédéric Jardin (épisodes 1 à 6), Frédéric Balekdjian (épisodes 7 à 10) et Nicolas Guicheteau (épisodes 11 et 12).
Le tournage s'est déroulé à Paris et en région parisienne dès le 2 décembre 2013 et pour une durée de huit mois.

#### Diffusion originale
- France : du 10 novembre 2014 au 15 décembre 2014 sur Canal+
- Royaume-Uni : du 10 janvier 2015 au 14 février 2015 sur BBC Four

#### Synopsis
Le 2e DPJ doit élucider le meurtre d'une mère et de sa fille, retrouvées ligotées dans le canal de l’Ourcq. 
L’enquête, ardue, les entraîne dans le milieu du grand banditisme et des gangs de filles.

### Sixième saison (2017)
La sixième saison est la dernière d'Anne Landois qui tourne la page Engrenages.

#### Diffusion originale
- France: à partir du 18 septembre 2017 sur Canal+
- Royaume-Uni : du janvier-février 2018 sur BBC Four

#### Synopsis
Le 2e DPJ est appelé sur une scène de crime exceptionnelle : un tronc humain retrouvé dans un tas d’encombrants dans le 19e arrondissement. Une enquête éprouvante et complexe démarre, alors que chacun cherche sa place au sein du groupe avec l’arrivée d’un nouveau commissaire.
L’enquête mène le groupe dans une banlieue nord où le commissaire Herville a été muté. Ils vont mettre au jour corruption et achat de paix sociale dans un quartier rongé par la délinquance et la pauvreté. Corruption qu’affrontent également de leur côté Roban et Joséphine alors qu’ils vivent des épreuves intimes inattendues.

### Septième saison (2019)
La septième saison, dont le tournage a commencé le 19 janvier 2018, est composée de douze épisodes. Ils sont réalisés pour moitié par Frédéric Jardin (épisodes 1 à 6) et Jean-Philippe Amar (épisodes 7 à 12). Le tournage a duré sept mois. La saison est dédiée à la mémoire du producteur Alain Clert, mort le 29 mai 2018 à l'âge de 76 ans. Il était le père d’Alexandra Clert, créatrice d'Engrenages et ancienne avocate pénaliste.

#### Synopsis
Le thème de la saison est les réseaux financiers occultes à partir d'un double meurtre dans un restaurant chinois du 13e arrondissement de Paris.

#### Diffusion originale
- France : à partir du 4 février 2019 sur Canal+, l'intégralité de la saison est disponible sur MyCanal depuis la diffusion du premier épisode.

### Huitième saison (2020)
La huitième saison, dont le tournage a commencé en mai 2019 est composée de dix épisodes. Le rappeur Kool Shen fait partie des artistes invités.

#### Synopsis
Le 2e DPJ enquête sur un migrant adolescent retrouvé mort dans une laverie du 18e arrondissement. Berthaud et Ali, aux méthodes différentes, doivent apprendre à former un groupe sans Gilou, incarcéré. Dans l'espoir de redevenir policier, celui-ci accepte de collaborer avec la Brigade Criminelle pour infiltrer un gang de braqueurs.

#### Diffusion originale
- France : à partir du 7 septembre 2020 sur Canal+, l'intégralité de la saison est disponible sur MyCanal depuis la diffusion du premier épisode.

## Chaînes internationales
La série est diffusée dans soixante-dix pays.
| Pays        | Chaînes          |
| ----------- | ---------------- |
| Australie   | SBS              |
| Danemark    | DR2              |
| France      | Canal+           |
| Finlande    | JIM (fi)         |
| Italie      | Fox Crime        |
| Suisse      | SF1 et TSR1      |
| Royaume-Uni | BBC Four         |
| Mexique     | Once TV          |
| Japon       | AXN Mystery (ja) |
| États-Unis  | Netflix          |
| Belgique    | RTBF             |
| Portugal    | RTP2             |
| Pologne     | Canal+           |
| Brésil      | +Globosat        |
| Espagne     | AMC              |

## Accueil

### Prix
- 2010 : Prix Polar de la meilleure série française de télévision au Festival Polar de Cognac
- 2013 : Polar 2013 de la meilleure série francophone de télévision au Festival du Polar de Cognac
- 2015 : Prix du meilleur téléfilm-série télévisée aux Globes de Cristal
- 2015 : Polar 2015 de la meilleure série francophone de télévision au Festival du Polar de Cognac
- 2015 : International Emmy Award de la meilleure série dramatique[33]
- 2020 : Polar 2020 de la meilleure série francophone de télévision au Festival du Polar de Cognac[34]

### Nominations
- 2011 : Meilleure série dramatique au 39e International Emmy Awards

## DVD et Blu-Ray

### DVD
- Engrenages : Saison 1 (1er octobre 2007) ASIN B000FG5Q58
- Engrenages : Saison 2 (22 juillet 2008) ASIN B0018KW46Y
- Engrenages : Saison 3 (15 juin 2010) ASIN B003BQROH2
- Engrenages : Coffret Intégrale Saisons 1 à 3 (12 octobre 2010) ASIN B003VKTOA8
- Engrenages : Saison 4 (11 octobre 2012) ASIN B008JELN78
- Engrenages : Coffret Intégrale Saisons 1 à 4 (9 octobre 2013) ASIN B00DWB8DHG
- Engrenages : Saison 5 (17 décembre 2014) ASIN B00NVYV2U4
- Engrenages : Coffret Intégrale Saisons 1 à 6 (24 octobre 2017) ASIN B073SJCN8Z
- Engrenages : Saison 6 (24 octobre 2017) ASIN B073SJB8FK
- Engrenages : Saison 7 (13 mars 2019) ASIN B07KZ4MVSY

### Blu-Ray
- Engrenages : Saison 1 (4 septembre 2012) ASIN B008B2G3VY
- Engrenages : Saison 2 (4 septembre 2012) ASIN B008B2G3SC
- Engrenages : Saison 3 (4 septembre 2012) ASIN B008B2G3PK
- Engrenages : Saison 4 (11 octobre 2012) ASIN B008JELMY2
- Engrenages : Saison 5 (17 décembre 2014) ASIN B00NVYV33K
- Engrenages : Coffret Intégrale Saisons 1 à 6 (24 octobre 2017) ASIN B073SHPT9V
- Engrenages : Saison 6 (24 octobre 2017) ASIN B073SJ7G9Z
- Engrenages : Saison 7 (13 mars 2019) ASIN B07KZXJNCZ